# Malek Awab
Malek Awab (né le 11 janvier 1961) est un footballeur singapourien dans les années 1980 et 1990. 
Malek Awab détient le record de sélections internationales pour son pays, Singapour avec 123 apparitions. Il a connu sa première sélection lors de la King's Cup à Bangkok en 1980.
Surnommé le Lion en raison de sa bonne endurance au milieu du terrain, il était capable de tenir 90 minutes à courir. Conjointement avec Fandi Ahmad, Abbas Saad et V. Sundramoorthy, ils ont formé l'épine dorsale de l'équipe qui a remporté la Coupe de Malaisie en 1994.
Il a participé également à la phase finale de la Tiger Cup 1996.

## Palmarès
- Champion de Malaisie 1994 avec Singapour Lions
- Vainqueur de la Coupe de Malaisie 1994 avec Singapour Lions